# 1467 Mashona
1467 Mashona је астероид са средњом удаљеношћу од Сунца која износи 3,381 астрономских јединица (АЈ).
Апсолутна магнитуда астероида је 8,57 а геометријски албедо 0,066.